# Mark Sweeney (rugby à XV)
Pour les articles homonymes, voir Mark Sweeney et Sweeney.
Pas d'image ? Cliquez ici

a Compétitions nationales et continentales officielles uniquement.

Mark Sweeney, né le 15 décembre 1981, est un joueur australien de rugby à XV qui évolue aux postes de demi d'ouverture et d'ailier.

## Biographie
Mark Sweeney est originaire de Coogee (en), à Sydney , il y pratique le rugby à XV, jouant avec le club de Randwick DRUFC,,.
Il rejoint l'Europe pour la saison 2006-2007, évoluant en Fédérale 1 avec le club français du Stade aurillacois. Au terme de la saison, il remporte la finale du championnat, et voit l'équipe cantalienne accéder à la Pro D2,.
Néanmoins, il quitte alors le club pour rejoindre l'US Dax en 2007, tout juste promue en Top 14,.
Plus tard, il évolue dans le club italien de L'Aquila Rugby, notamment pendant la saison 2008-2009 ; il survit au séisme du 6 avril 2009.

## Palmarès
- Championnat de France de rugby à XV de 1re division fédérale :
  - Vainqueur : 2007 avec le Stade aurillacois.